# Noon Gun

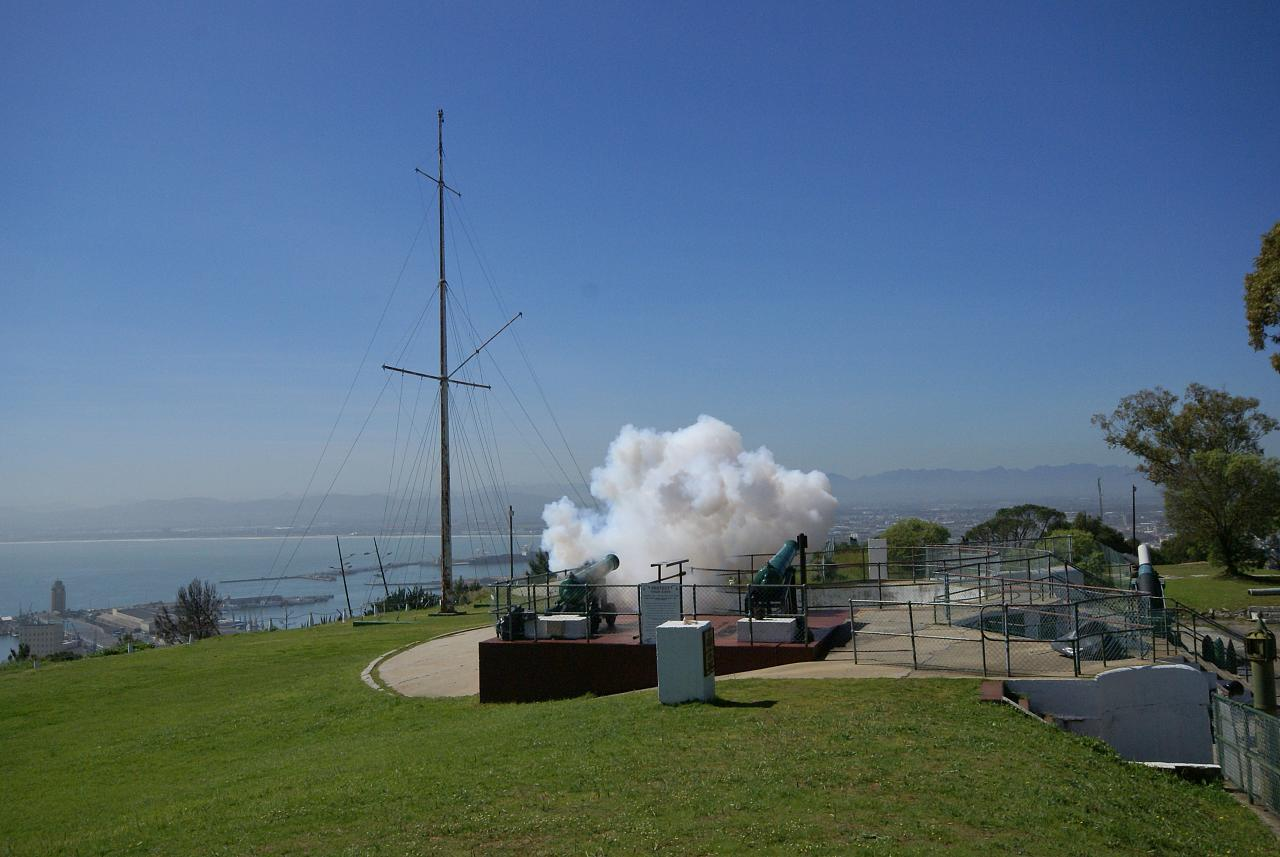
Zeitsignal vom 4. September 2008

Die Noon Gun (englisch für 12-Uhr-Kanone) ist ein historisches Zeitsignal in Kapstadt. Es wird täglich um 12 Uhr mittags durch den Abschuss einer Kanone gegeben. Die Kanone steht auf dem Signal Hill in Kapstadt. Der Beginn dieser Praxis wird unterschiedlich datiert, es soll seit 1806 so verfahren werden.

## Geschichte
Die Siedlung am Kap der Guten Hoffnung, das spätere Kapstadt, wurde durch die Niederländer 1652 gegründet. Die Kanonen waren bereits Teil der regulären  Artillerie des Castle of Good Hope. Kanonenschüsse als Signal dienten zunächst als Warnung vor möglichen Feinden.
Seit 1833 diente ein Kanonenschuss zur Zeitbestimmung für die Schiffe im Hafen von Kapstadt. Wegen des sehr lauten Knalls wurden die Kanonen später auf den etwas entfernten Signal Hill verlegt. Das erste Zeitsignal von dort erklang am 4. August 1902. Die Kanonen von damals sind immer noch in Betrieb und damit die ältesten aktiven Kanonen der Welt.

## Zeitsignal
Die Kanonen dienten zur genauen Einstellung der Längenuhren auf den Schiffen, welche zur Berechnung des Längengrades unabdingbar waren. Beobachter achteten mehr auf den Rauch der Kanonen denn auf ihren Donner, da die Zeit zwischen Zündung und Wahrnehmung des Donners stark von der Entfernung zu den Kanonen abhängt; die Wahrnehmung des Rauch hingegen (praktisch) gleichzeitig. 